# Natalya Mammadova
Pour les articles homonymes, voir Mammadova.
Natalya Mammadova est une joueuse de volley-ball azérie d’origine ukrainienne née le 2 décembre 1984 à Donetsk (Ukraine). Elle mesure 1,95 m et joue au poste de réceptionneuse-attaquante. Elle totalise 154 sélections en équipe d'Azerbaïdjan.

## Clubs
| Club                     | De        | À         |
| ------------------------ | --------- | --------- |
| Zaretchie Odintsovo      | 2002-2003 | 2002-2003 |
| Azerrail Bakou           | 2003-2004 | 2004-2005 |
| VBC Voléro Zurich        | 2005-2006 | 2005-2006 |
| Chieri Volley            | 2006-2007 | 2006-2007 |
| VBC Voléro Zurich        | 2007-2008 | 2007-2008 |
| Ícaro Alaró              | 2008-2008 | 2008-2008 |
| Türk Telekom Ankara      | 2008-2009 | 2008-2009 |
| Dinamo Krasnodar         | 2009-2010 | 2009-2010 |
| Rabita Bakou             | 2010-2011 | 2011-2012 |
| Omitchka Omsk            | 2012-2013 | 2013-2014 |
| VBC Voléro Zurich        | 2014-2015 | 2016-2017 |
| Dinamo Kazan             | 2017-2018 | 2017-2018 |
| VK Altaï                 | 2018-2019 | 2018-2019 |
| Liaoning                 | 2019-2020 | 2019-2020 |
| Jakarta Pertamina Energi | jan 2020  | …         |

## Palmarès

### Clubs
- Championnat du monde des clubs
  - Vainqueur : 2011.
- Ligue des champions
  - Finaliste: 2011
- Championnat d'Azerbaïdjan
  - Vainqueur :  2011, 2012.
- Championnat de Suisse
  - Vainqueur : 2006, 2015, 2016, 2017.
- Coupe de Suisse
  - Vainqueur: 2006, 2015, 2016, 2017.
- Supercoupe de Suisse
  - Vainqueur : 2016.
- Championnat de Russie
  - Finaliste : 2018.
- Coupe de Russie
  - Vainqueur : 2017.
- Supercoupe de Russie
  - Finaliste : 2017.
- Championnat du Kazakhstan
  - Vainqueur : 2019.
- Coupe du Kazakhstan
  - Vainqueur : 2018.
- Supercoupe du Kazakhstan
  - Finaliste : 2018.
- Championnat d'Indonésie
  - Vainqueur : 2020.

### Distinctions individuelles
- Ligue des champions féminine de volley-ball 2010-2011 : Meilleure serveuse.